# Пикельнер, Соломон Борисович
Соломо́н Бори́сович Пи́кельнер (6 февраля 1921, Баку, Азербайджан — 19 ноября 1975, Москва) — советский астрофизик, профессор Московского государственного университета (с 1959).

## Научная деятельность
Окончил механико-математический факультет Московского университета (1942).
В 1945 году защитил кандидатскую диссертацию, затем — докторскую (исследования межзвездного газа).
В 1959 году избран на должность профессора кафедры астрофизики физфака МГУ. В 1964 году избран президентом комиссии по межзвёздной среде Международного астрономического союза (до 1967).
В 1971 году принят в члены Лондонского королевского астрономического общества. Работал в редколлегии «Астрономического журнала».
Основные труды: по космической электродинамике, физике межзвёздной среды, звёздных атмосфер, Солнца, космогонии. Именем Пикельнера назван кратер на Луне — кратер Пикельнер и астероид (1975 Пикельнер).

## Семья
Дочери: — Зоя Копейкина, замужем за астрофизиком С. М. Копейкиным.
— Вера Бычкова, замужем за астрофизиком К. В. Бычковым.

## Публикации
- «Физика межзвёздной среды» (1959)
- «Межзвёздная среда», М.: Физматгиз, 1963, 531 с (в соавторстве с С. А. Капланом)
- «Основы космической электродинамики», М.: Наука, 1966, 407 с.
- «Физика плазмы солнечной атмосферы». М.: Наука,1977, 254 с (в соавторстве с С. А. Капланом, В. Н. Цытовичем)
- Каплан С. А., Пикельнер С. Б. Физика межзвездной среды. — М.: Наука, 1979. — 591 с. (библ. 552—584)
- «Научное открытие и его восприятие». Истор.-астрономические исследования, 1984, вып. XVII, с.258 — 265.